# Nunataaq
Nunataaq è un villaggio della Groenlandia di 2 abitanti (gennaio 2005). Si trova a 61°08'N 45°37'O; appartiene al comune di Kujalleq.